# 828

## Събития
- Град Висбаден е споменат – от Айнхард – за първи път в хрониките – под името Висибада
- Основана е академията на науките в Багдад